# Tarare
Tarare este o comună în departamentul Rhône din sud-estul Franței. În 2009 avea o populație de 10.180 de locuitori.

## Evoluția populației
| An        | 1975   | 1982   | 1990   | 1999   | 2006   | 2009   |
| --------- | ------ | ------ | ------ | ------ | ------ | ------ |
| Populație | 12.045 | 10.822 | 10.720 | 10.420 | 10.673 | 10.180 |